# Rhadamanen
Die Rhadamanen waren ein sagenhaftes arabisches Volk.
In der Naturgeschichte des Plinius (Naturalis historia 6.32, 6.158) werden die Rhadamaei als Nachbarn der Minäer erwähnt.
In den Dionysiaka des Nonnos von Panopolis beauftragt Dionysos das „schweifende Volk der Rhadamanen“ mit dem Bau einer Flotte zum Krieg gegen den Inderkönig Deriades (21.306 ff).
Beide Autoren knüpfen eine Verbindung zwischen den Völkern der Rhadamanen und der Minäer und den sagenhaften kretischen Herrschern Rhadamanthys und Minos. Beide Völker seien ursprünglich auf Kreta ansässig gewesen und durch Vertreibung oder Umsiedlung in das Gebiet des heutigen Jemen gelangt.
Dass es sich dabei um im Nachhinein aufgrund der Namensähnlichkeit konstruierte Beziehungen handele, ist eine Vermutung. In hellenistischer Zeit sind jedenfalls Beziehungen zwischen Ma'in, dem Reich der Minäer, und der Ägäis belegt.